# 蒙热兰
蒙热兰（法語：Montgérain，法語發音：[mɔ̃ʒeʁɛ̃]）是法国瓦兹省的一个市镇，属于克莱蒙区。

## 地理
蒙热兰（49°32'13"N, 2°34'30"E）面积4.91 平方千米，位于法国上法蘭西大區瓦兹省，该省份为法国北部内陆省份，北起索姆省，西接厄尔省和滨海塞纳省，南至塞纳-马恩省和瓦兹河谷省，东临埃纳省。
与蒙热兰接壤的市镇（或旧市镇、城区）包括：夸夫雷勒、梅内维莱尔、梅里拉巴塔耶、圣马丹奥布瓦、特里科。

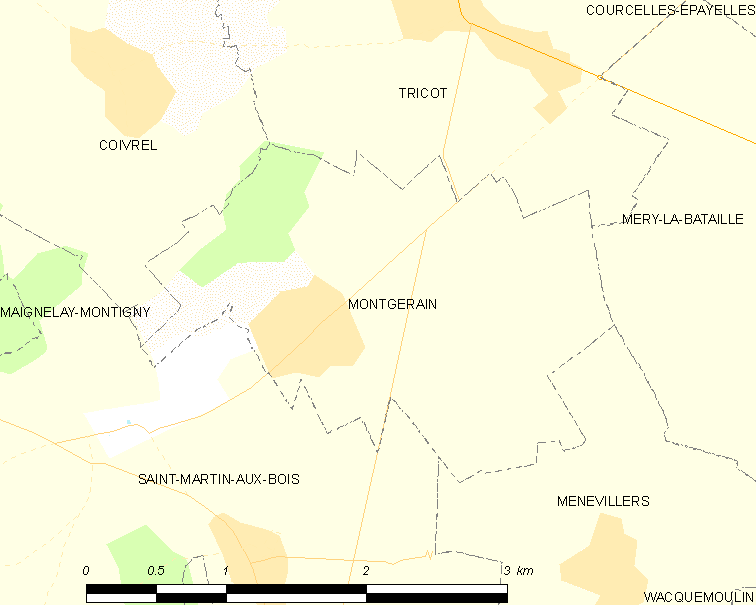
蒙热兰的OSM定位图

蒙热兰的时区为UTC+01:00、UTC+02:00（夏令时）。

## 行政
蒙热兰的邮政编码为60420，INSEE市镇编码为60416。

## 政治
蒙热兰所属的省级选区为埃斯特雷圣但尼县。

## 人口

1962-2008年间蒙热兰人口变化图示

蒙热兰于2022年1月1日时的人口数量为168人。